# Драгослав Шекуларац
Драгослав Шекуларац (Штип, 8. новембар 1937 — Београд, 5. јануар 2019) био је југословенски и српски фудбалер. Шекуларац је био истакнути играч Црвене звезде.
Популарни Шеки је био друга „Звездина звезда” после Рајка Митића. Био је вероватно један од најбољих дриблера у историји југословенског фудбала. Играо је у везном реду. Био је стандардни члан фудбалске репрезентације Југославије, и у то време и њен најбољи појединац. Одиграо је 41 утакмицу и постигао шест голова за репрезентацију Југославије. После инцидента на утакмици, због које је био кажњен са две године неиграња, каријера му је нагло прекинута.

## Рани живот
Драгослав Шекуларац је рођен у Штипу (данашња Северна Македонија) где је његов отац Богосав (родом из села Курикуће код Берана) био на служби и упознао његову мајку Македонку, Донку. Шекуларци су у Штипу живели само неколико месеци након чега се породица преселила у Београд. Касније се због очеве службе поново селе, овога пута у војвођанско место Чоку да би се 1948. године вратили у Београд.

## Играчка каријера
Драгослав Шекуларац је основну школу, четири разреда гимназије, као и метереолошку школу учио у Београду. Међутим, за школу није марио, јер је фудбал постао његова главна преокупација. Кад га је Димитрије Милојевић, некадашњи фудбалер БАСК-а, тренер и штампарски радник Политике, приметио у дворишту Друге мушке гимназије, одмах му је било јасно колики таленат поседује.

### Црвена звезда
Шекуларац је првотимац Црвене звезде постао 6. марта 1955. и црвено-бели дрес носио до 5. јуна 1966. У Црвеној звезди је одиграо укупно 375 мечева, од тога 156 првенствених и постигао је 119 голова. Са Црвеном звездом је освојио пет титула првака (1956,1957,1959,1960. и 1964) и један трофеј у националном купу (1959), када је био творац победе над Партизаном у финалу.
Иако се више истицао изванредном техником и триковима у игри, постигао је и значајне голове у црвено-белом дресу. Са непуних 18 година био је стрелац победоносног гола у 17. вечитом дербију, када је матирао голмана Партизана у 34. минуту и донео тријумф екипи Звезде од 1:0. У рекордној победи против сплитског Хајдука постигао је последњи гол на мечу у 87. минуту за велику победу од 7:0 у првенственом мечу одиграном 7. септембра 1958. године. Постигао је и погодак за тријумф од 3:2 у полуфиналу Купа 1958. године против Партизана у 73. минуту утакмице. Два пута се уписао у стрелце у реваншу четвртфинала Купа сајамских градова против Еспањола (5:0), за пласман црвено-белих у полуфинале где их је зауставила Барселона. Матирао је и чувара мреже екипе Руда Хвезде у реваншу финала Дунавског купа 1958. године, када је Звезда победом од 3:2, освојила вредан европски трофеј.
Инцидент који је у јесен 1962. имао са арбитром Павлом Тумбасом из Суботице (ошамарио га усред препуног Чаира у мечу Раднички Ниш – Црвена звезда) удаљио га је из фудбала годину и по дана, заправо много дуже, јер се налазио на врхунцу каријере. Говорило се да је Шекуларац био револтиран одлуком тадашњих власти да не пусте тада миљеника Звездиних навијача да пређе у италијански Јувентус. Јувентус је нудио Шекуларцу рекордан уговор од 600.000 долара. Шекуларац никад после тог догађаја није желео да се сретне са судијом Тумбасом, иако га је Тумбас звао да разговарају о свему што се догодило.

### ОФК Београд
Након Звезде годину дана је провео у Карлсруеу, али услед повреде кичме није пружао адекватне игре, да би се потом вратио у Београд и потписао ОФК Београд.
Шекуларац је у ОФК Београд дошао у пролећној полусезони 1967/68. и задржао се годину и по дана, када је у позним играчким годинама, заједно са још једном истинском фудбалском легендом, Милошем Милутиновићем, одлучио да помогне младом тиму. ОФК Београд је у то време претрпео велику смену генерација па су након одласка Јосипа Скоблара, Самарџића, Бановића итд, на сцену ступили нешто искуснији од осталих Петковић, Сантрач, Кривокућа, Јокић те они нешто по годинама, или стажу у сениорској конкуренцији млађи - Зец, Турудија, Степановић, Стојановић, Митровић...
Тандем Шеки–Милош је дебитовао на утакмици против Партизана 24. марта 1968. године и та утакмица и тај датум остаће упамћени по рекордној посети на Омладинском стадиону. Утакмица је завршена резултатом 1:1, а на трибинама се по разним проценама окупило од 30 до читавих 35 хиљада гледалаца. Ван стадиона је остало чак десетак хиљада људи.
Са Шекуларцем је клуб у сезони 1967/68 успео да избори опстанак након утакмица са Трепчом која је убедљиво савладана, а следеће сезоне је клуб играо у Купу сајамских градова где се стигло до осмине финала након што је елиминисан букурештански Рапид и италијанска Болоња, а турски Гецтепе је прошао даље због постигнутог гола на Карабурми.
Драгослав Шекуларац је за ОФК Београд је у првенственим, куп и евро-такмичењу укупно одиграо 44 утакмице и постигао 5 голова.

### Иностранство
Пред крај 1969. године поново је прешао границу, играо за Санта Фе и Миљонариос из Боготе и Америку из Калија. Играо је и за Српске беле орлове из Канаде 1975. године, где је био играч и тренер и француски Париз (1975/76). Играчку каријеру је завршио на малом фудбалу у америчком Даласу.

### Репрезентација
Уз две утакмице за младу (1955—1956) и осам (уз два гола) за омладинску екипу (1954—1956), одиграо је и 41 утакмицу за репрезентацију Југославије, за коју је постигао шест голова. Дебитовао је 30. септембра 1956. против Чехословачке (1:2) у Београду, а од националног дреса опростио се 1. јуна 1966. у пријатељском сусрету против Бугарске (0:2) у Београду.
Дебитујући у државном тиму као лево крило, касније је играо на свим местима у навали. Непосредно после прве утакмице за репрезентацију, учествовао је на Олимпијском турниру 1956. у Мелбурну, а 1958. и 1962. играо је на Светским првенствима у Шведској и Чилеу. Док је у Шведској играо на прве две утакмице (против Француске и Парагваја), четири године касније у Чилеу одиграо је свих шест утакмица и, према многим оценама, био међу најбољим играчима целог првенства.
У низу утакмица које је одиграо за репрезентацију, посебно је запамћена она 11. маја 1958. против Енглеске (5:0) у Београду, на којој је у навалном трију са Милутиновићем и Веселиновићем, пружио једну од својих најбољих утакмица у националном тиму.

## Тренерска каријера
Радио је као тренер млађих категорија у Звезди. Један је од идејних креатора Звездине златне генерације из 1991. године. Желео је да направи тим од младих и перспективних, али неафирмисаних играча. Предложио је Џајићу да се купују само најбољи млади фудбалери из тадашње Југославије, што је он и прихватио. Преузео је први тим Црвене звезде као тренер у другој половини сезоне 1988/89. Већ у следећој сезони (1989/90), освојио је дуплу круну са великих девет бодова предности у односу на другопласирани Динамо из Загреба (тада су се за победу добијала два бода).
Због физичког обрачуна са службеним лицем, на терену, после меча у Келну у Купу Уефа, кажњен је са седам мечева забране вођења тима у европским куповима. Управа клуба је због немогућности да Шекуларац води тим у Купу шампиона 1990/91, одлучила да екипу преузме Љупко Петровић који је касније одвео тим до титуле европског првака.
Поред Звезде, Шекуларац је у тренерској каријери водио и ОФК Младеновац (од 1976. до 1977), Футскреј Џаст из Мелбурна (од 1986. до 1987), Ал Наср из Ријада (1992), радио је и у Гватемали у периоду од 1984. до 1985. године, био тренер Америке из Мексика (1990/91), Хајделберг јунајтеда из Аустралије (1993. године), Атлетико Марбеље (1994/95), Бусана из Јужне Кореје (1996), Обилића (од 1998. до 2000), где је био и спортски директор 2002. године. Последњи ангажман као тренер је имао у Српским белим орловима из Канаде 2006. године.

## Филм
„Шеки снима, пази се” је југословенски играни филм снимљен 1962. у режији Маријана Вајде. По жанру је комедија, а насловни протагониста је Драгослав Шекуларац. Познати фудбалер у филму тумачи самог себе. „Шеки снима, пази се” снимљен је у време када је Шекуларац био на врхунцу популарности, када је представљао један од првих примера селебритија у бившој Југославији. Осим њега, у филму је играло још неколико тадашњих поп икона, као што су певачица Лола Новаковић и забавна група „Седморица младих”.

## Смрт
Преминуо је 5. јануара 2019. године у Београду, а сахрањен је 10. јануара у Алеји заслужних грађана на Новом гробљу у Београду.

## Трофеји

### Црвена звезда
- Првенство Југославије (5) : 1955/56, 1956/57, 1958/59, 1959/60, 1963/64.
- Куп Југославије (1) : 1958/59.

## Галерија
- Са породицом као дете
- Као тренер Српских белих орлова у Канади, 2006. године
- Гроб у Алеји заслужних грађана